# Jack Mitchell (fotograf)
Jack Mitchell (13. září 1925 – 7. listopadu 2013) byl americký fotograf. Portrétoval americké umělce, tanečníky, filmové a divadelní umělce, hudebníky a spisovatele.

## Galerie

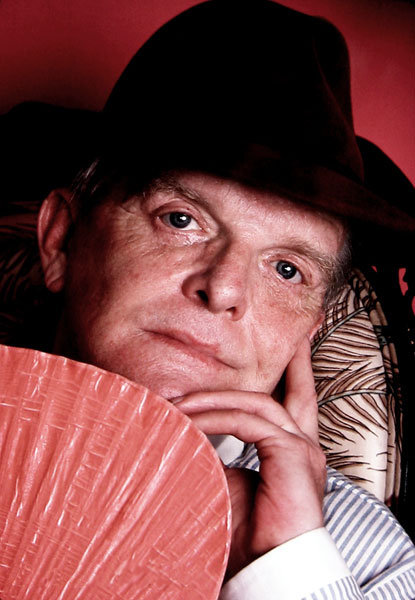
Truman Capote
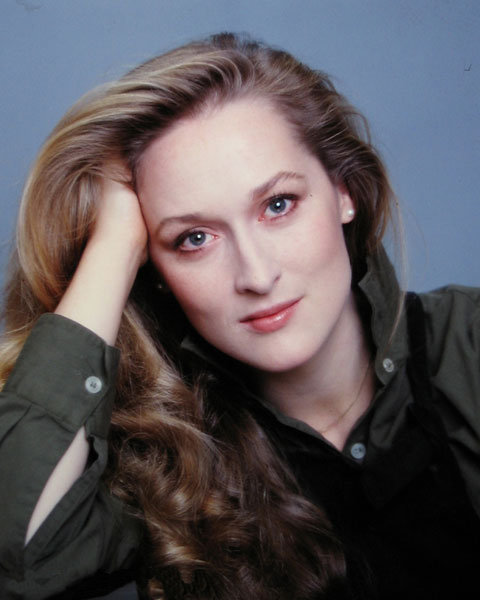
Meryl Streep
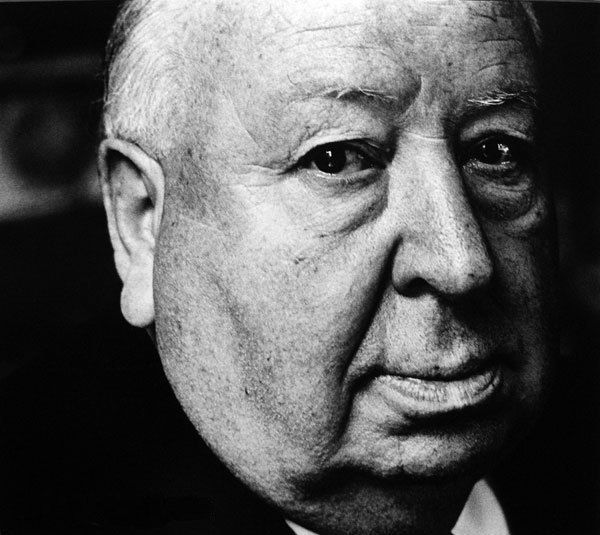
Alfred Hitchcock
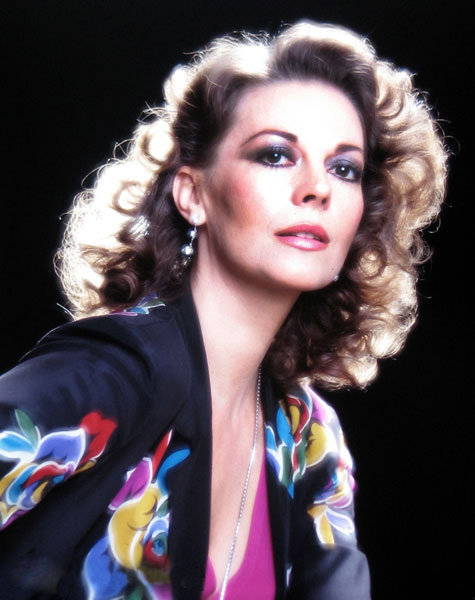
Natalie Woodová
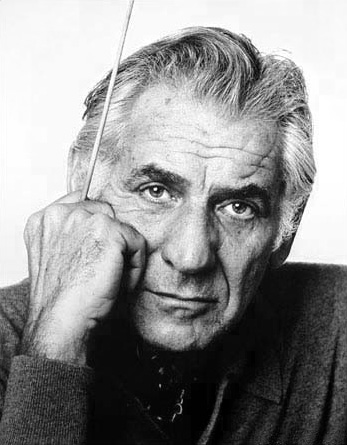
Leonard Bernstein, 1977
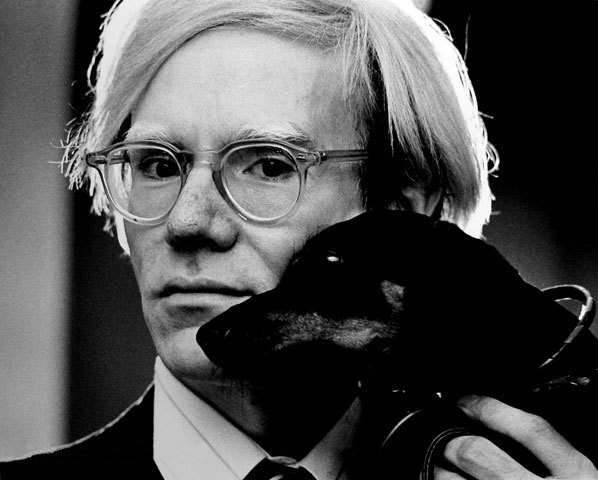
Andy Warhol
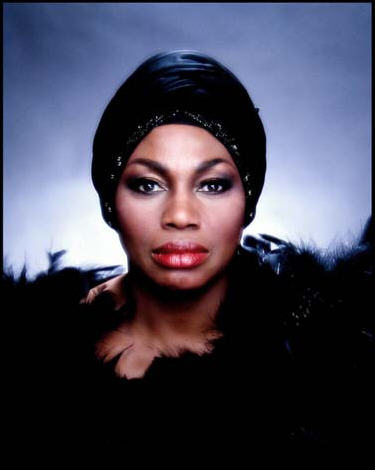
Leontyne Price, 1994
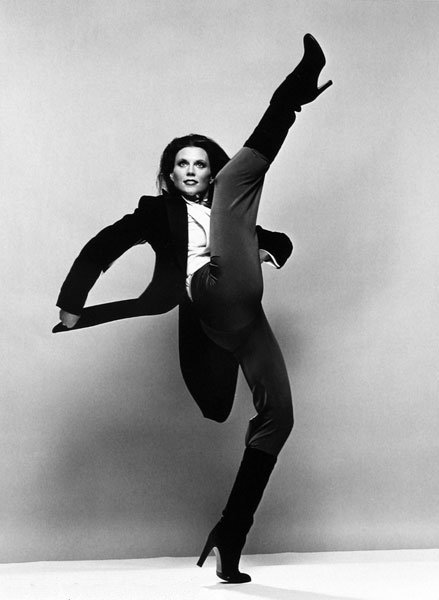
Ann Reinking
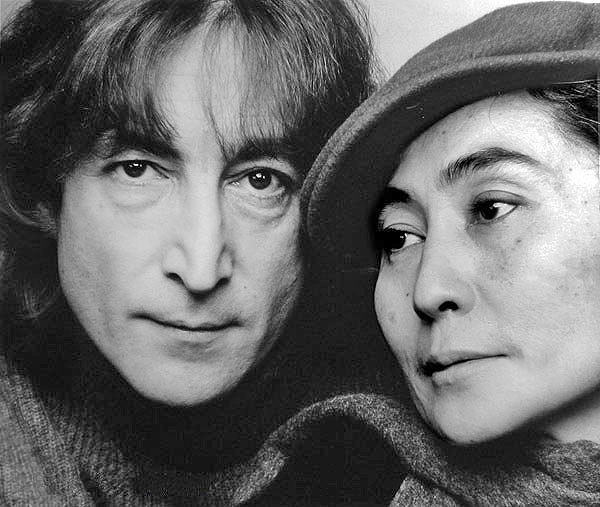
Lennonovi, 1980